# Автобус

Автобус — це транспортний засіб з більш ніж дев’ятьма місцями для сидіння, включаючи сидіння водія, який сконструйований і обладнаний для перевезення пасажирів, та їхнього багажу з необхідним комфортом І безпекою, та є більший від мікроавтобусу, Він більший за автомобіль або фургон. Але менше середнього залізничний транспорт. Назва є скороченою версією omnibus, що в перекладі з латини означає «для всіх». На відміну від трамваїв чи швидкого транзиту. Колись автобуси називали омнібусами, а тепер їх називають просто автобусами.

## Назва
Слово "Автобус" походить від фр. autobus, утвореного від auto («автомобіль») та елемента -bus, виділеного зі слова «омнібус».

## Історія

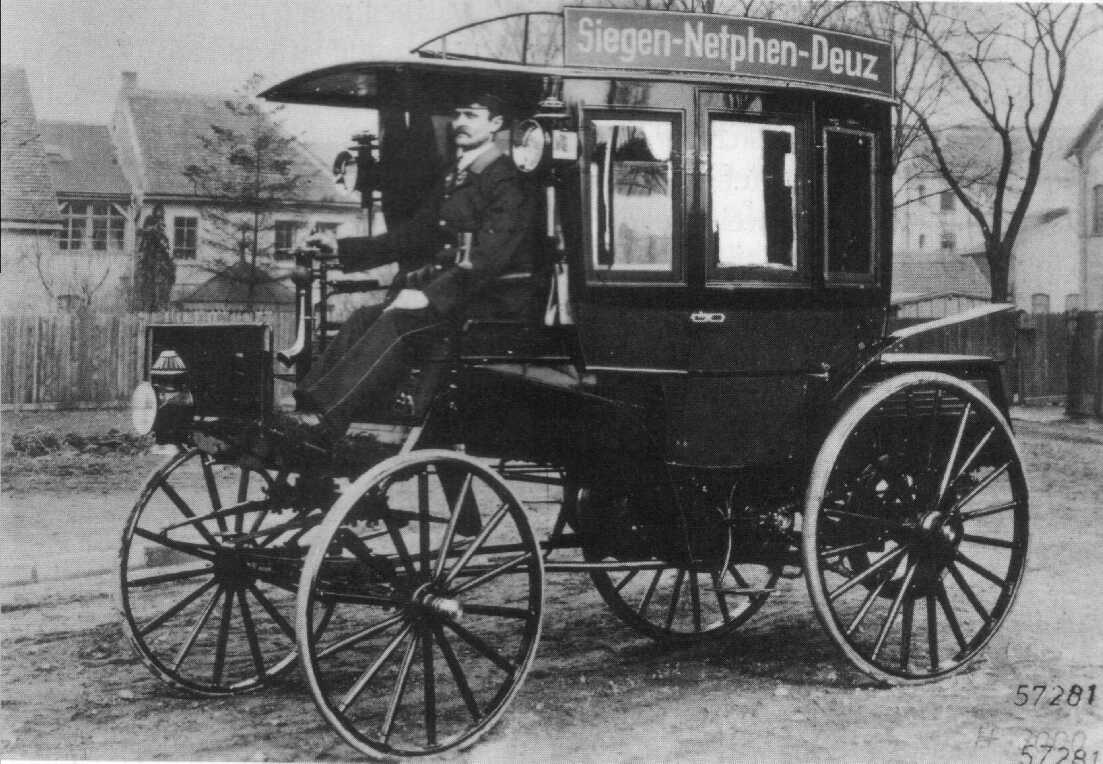
Перший у світі автобус, з двигуном внутрішнього згоряння.

Перший у світі автобус виготовив у 1801 році Річард Тревітік, а його демонстрація пройшла 24 грудня того ж року у Кемборні, Корнуолл (Англія). Це була машина з паровим двигуном, яка могла перевозити до 8 пасажирів. Перший у світі електричний автобус з'явився у Лондоні у 1886 році. Він міг їздити з середньою швидкістю 11,2 км/г. Перший у світі автобус з двигуном внутрішнього згоряння, який працював на бензині, був побудований у Німеччині у 1894—1895 роках заводом «Бенц». Він вміщував 8 пасажирів і курсував по 15-кілометровій трасі між німецькими містами Зіген, Нетфен і Дойц. Перший у світі міський автобус з двигуном внутрішнього згоряння вийшов на маршрут 12 квітня 1903 року у Лондоні.

## Виробництво автобусів в Україні
Зараз в Україні виробництво автобусів ведуть такі підприємства як: «Черкаський автобусний завод»,«Бориспільський автозавод», «Чернігівський автозавод»,та інші. 

## Класифікація автобусів
- Міські автобуси малого класу
- Міські автобуси середнього класу
- Міські автобуси великого класу

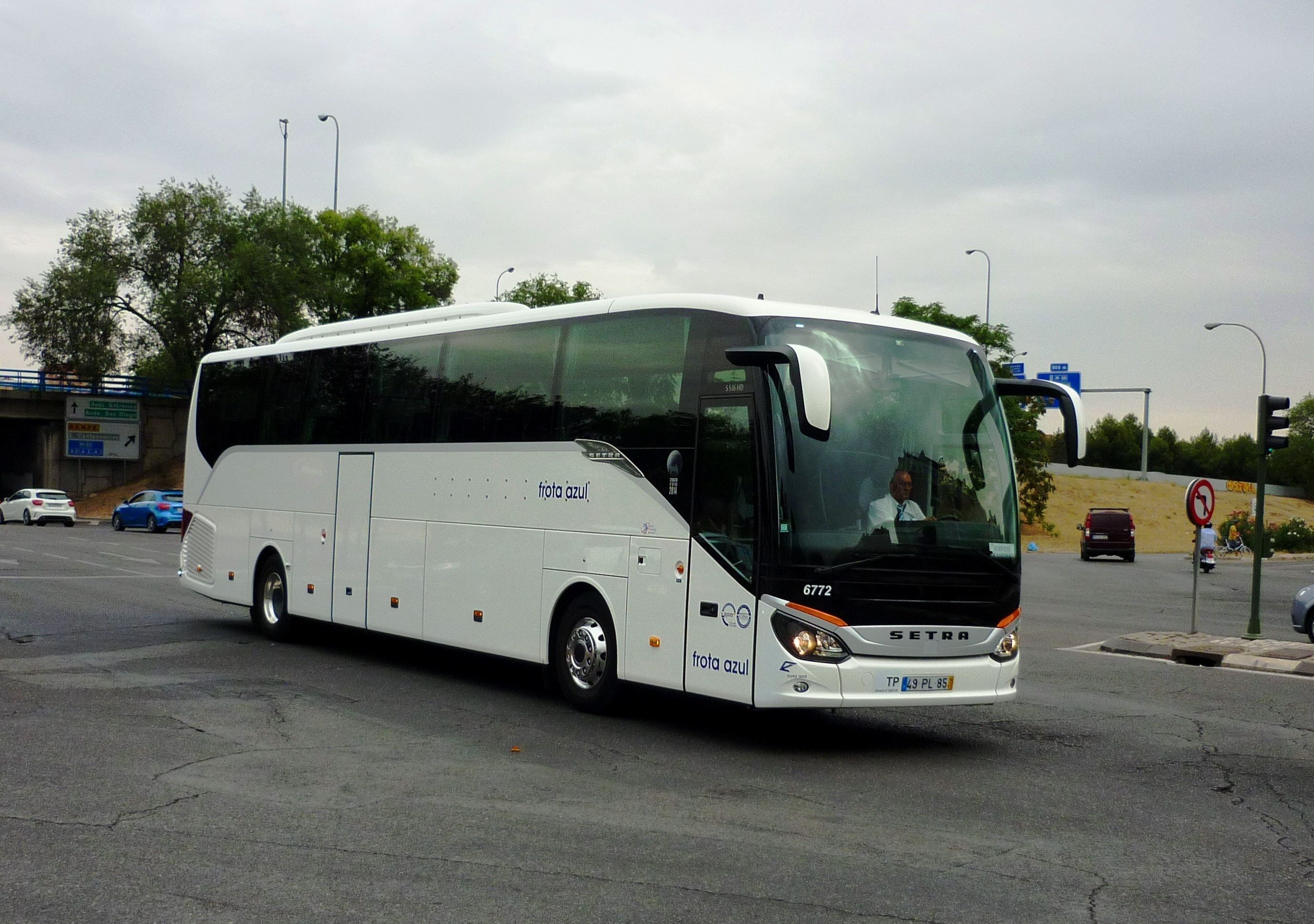
Автобус далекого прямування (Coach), Setra S 516 HDH

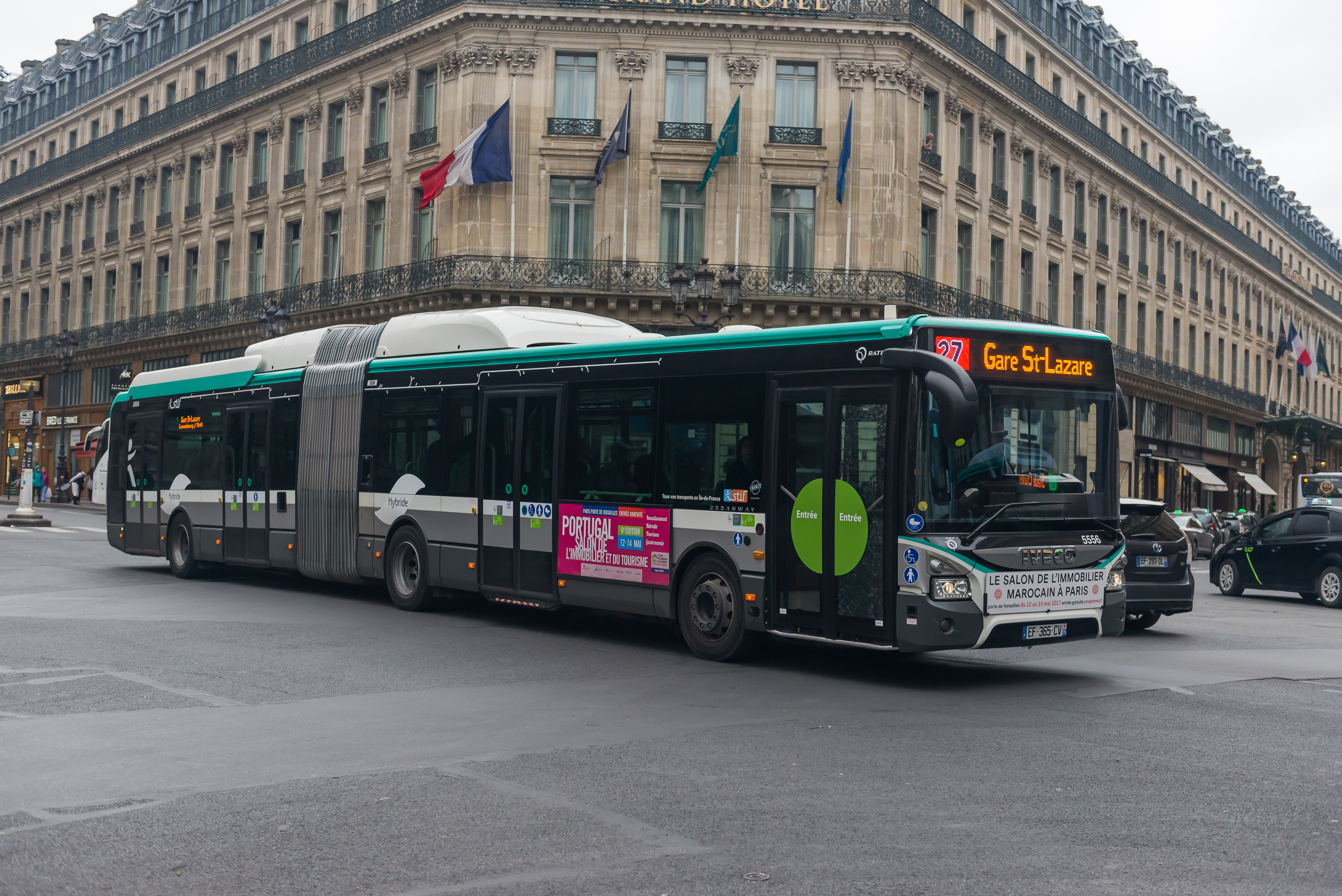
Гібридний електричний міський автобус, Iveco Urbanway 18 Hybride 5556 RATP.

- Міські автобуси особливо великого класу

- Приміські
  - Приміські автобуси малого класу
  - Приміські автобуси середнього класу
  - Приміські автобуси великого класу
- Міжміські автобуси
- Туристичні автобуси
- Автобуси далекого прямування
- Спеціальні автобуси (шкільні, вахтові, аеродромні та інші)

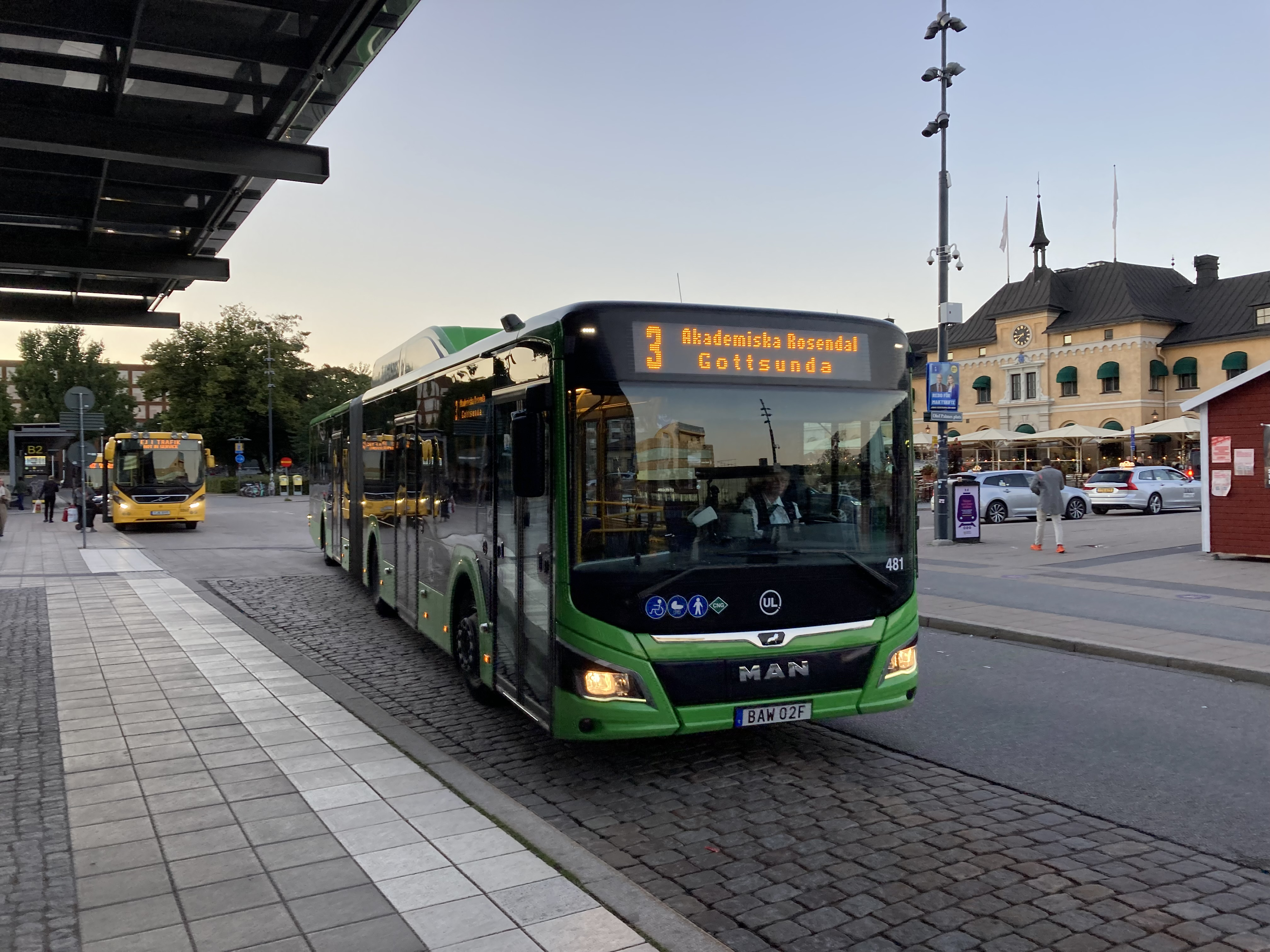
Міський екологічний автобус, з газовим двигуном MAN Lion's City G CNG

Екологічні міські автобуси на газовому паливі - відрізняються від звичайних традиційних бензинових та дизельних автобусів, використанням як палива вуглеводневих газів. Для спалювання цього палива використовується спеціальний двигун, що працює за принципом Отто, коли теплота підводиться до робочого тіла за умови постійного об'єму. У газі октанове число є вищим, а отже досягається краща енергетична ефективність. 
Екологічні міські автобуси на газовому паливі, вже сьогодні дуже широко використовуються в окремих державах світу. Зокрема в ЄС, більша частка міських автобусів, використовує саме цей вид палива.

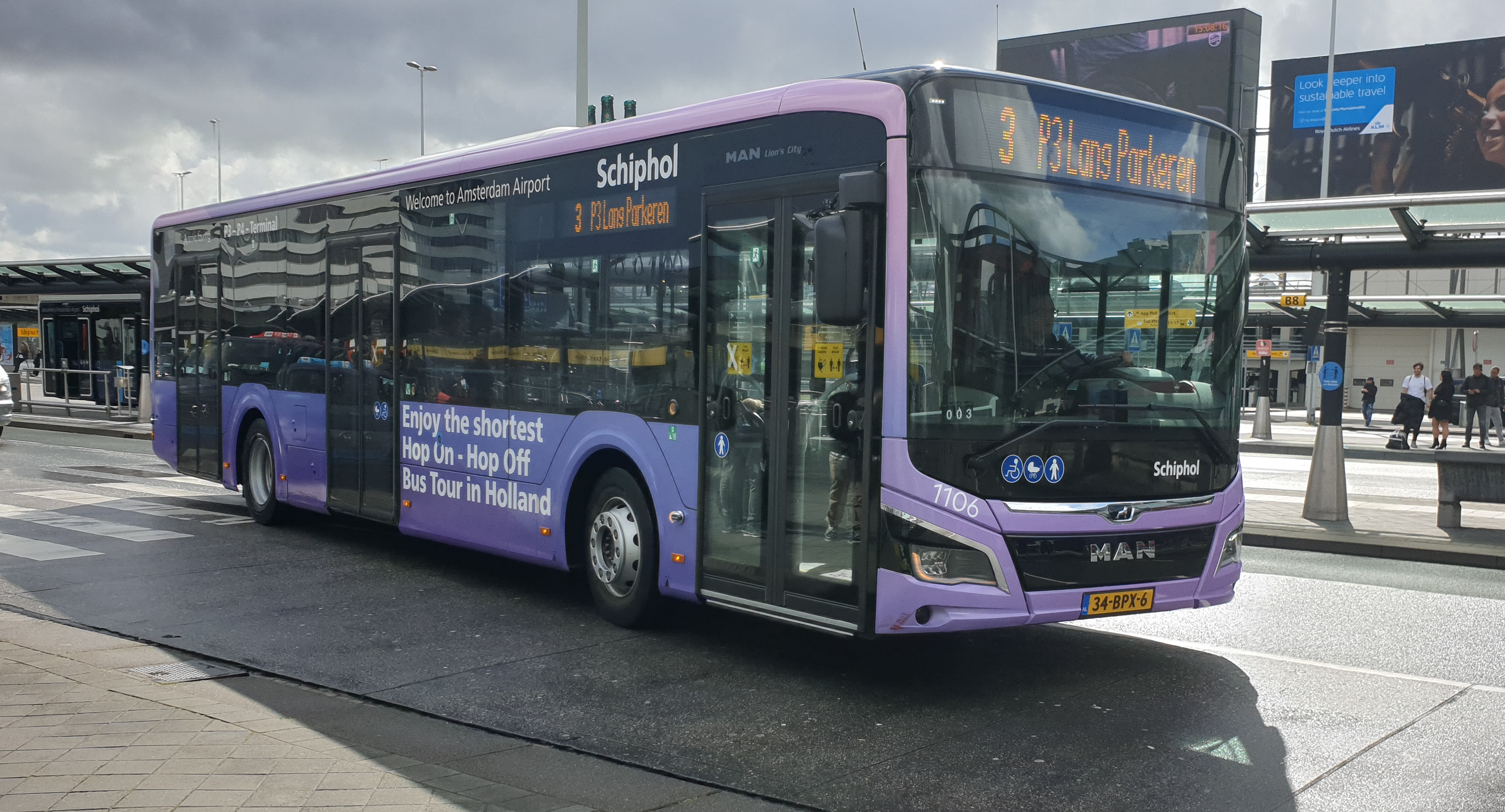
Міський автобус MAN Lion's City 12H 1106

Автобуси, що працюють на газовому паливі, вигідно відрізняються від звичайних бензинових/дизельних автомобілів з огляду на нижчі експлуатаційні витрати та значно менші викиди забруднювачів, зокрема, SOx, NOx та сажі. Автобуси на газовому паливі, характеризуються низькими рівнями викидів забруднювачів, що на 82-97 % нижчі в порівнянні з дизельним паливом та бензином.
Україна на жаль, не може похвалитися великою кількістю міських автобусів, на газовому паливі, тому вони є великою рідкістю на нашому ринку. Державою не створено спеціальних програм, котрі будуть стимулювати міських перевізників, використовувати автобуси на газовому паливі. Єдиний вихід, це переймати досвід від сусідніх країн. У Польщі, Чехії, та Прибалтиці, такі автобуси вже давно не є рідкістю, тому що це в першу чергу екологічно. Держава мусить бути зацікавлена саме в екологічних автобусах, тому держава має тісно співпрацювати з авто-виробниками, флагманами в автовиробництві автобусів, на екологічному паливі.

## Дизайн

### Доступність

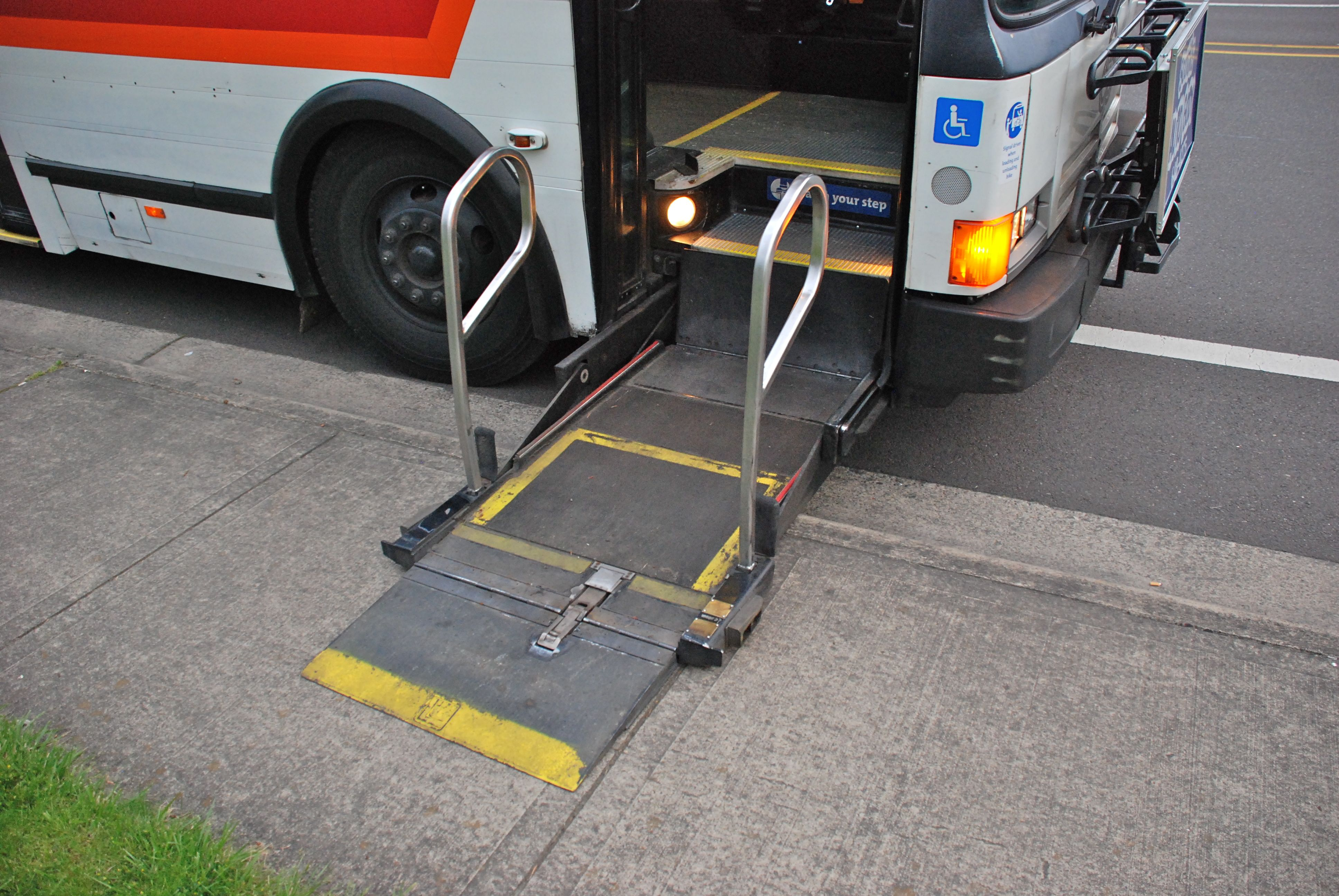
Високопідлоговий автобус із подовженим пандусом для інвалідних візків.

Раніше автобуси були переважно високопідлоговими. Однак тепер вони все частіше мають низьку підлогу, пневматичну підвіску, пандуси для забезпечення доступу для користувачів інвалідних візків та людей з обмеженими фізичними можливостями, дитячими колясками тощо. Сучасні автобуси також мають ширші входи та внутрішні проходи, спеціальні місця для пенсіонерів і літніх людей. Внутрішнє обладнання та дисплеї можуть бути розроблені таким чином, щоб ними могли користуватися пасажири з вадами зору. 

### Конфігурація
Автобуси спочатку створювалися з двигуном спереду та входом ззаду. Проте з переходом до управління однією людиною багато виробників перейшли до конструкцій із центральним або заднім розташуванням двигуна, з одними дверима спереду чи навпаки кількома дверима. Перехід на конструкцію з низькою підлогою також здебільшого усунув центральне розташуванням двигуна, хоча деякі автобуси все ще мають двигуни, розташовані посередині. 

## Компанії, які виготовляють автобуси

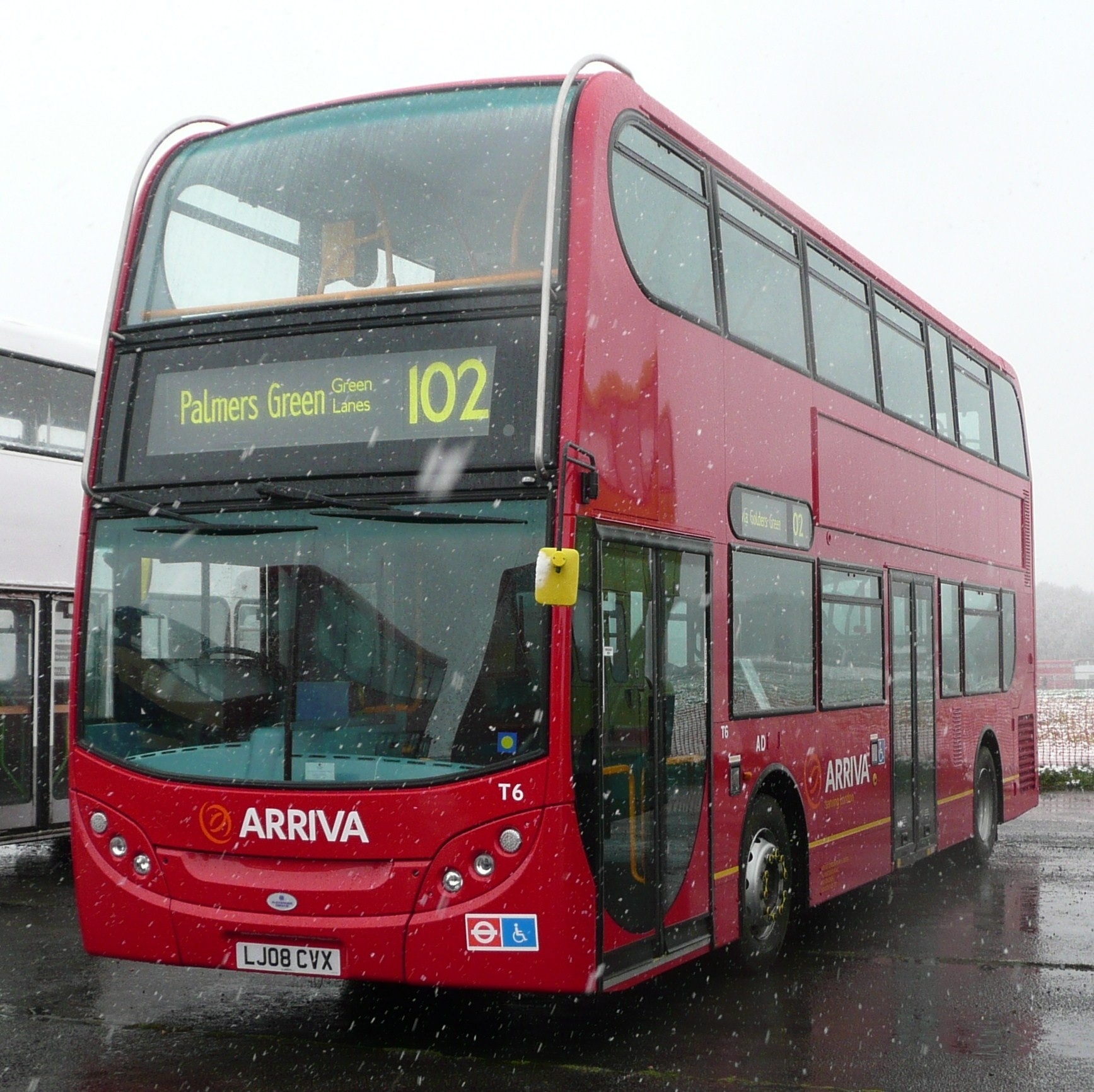
Двоповерховий автобус компанії Arriva, що працює на маршруті 102, мережі Лондонських міських автобусів.

- Autosan
- Bova
- DAF
- Electron
- Ikarus
- Isuzu
- Irisbus
- Irizar
- Iveco
- Karosa
- MAN Truck & Bus AG
- Mercedes-Benz
- Neoplan
- Orion
- Renault
- Scania
- Setra
- Skoda
- Solaris Bus&Coach
- Solbus
- Temsa
- Van Hool
- Viseon Bus Gmbh
- Volvo
- Анто-Рус
- БАЗ
- Богдан
- ЗАЗ

## Концерни
- Daimler AG
- NEOMAN Bus
- Iveco

## Конкурс, Автобус року
- Автобус року